# El Magueyal, Puebla
El Magueyal är en ort i Mexiko.   Den ligger i kommunen Quimixtlán och delstaten Puebla, i den sydöstra delen av landet, 210 km öster om huvudstaden Mexico City. El Magueyal ligger 2 511 meter över havet och antalet invånare är 156.
Terrängen runt El Magueyal är kuperad åt sydost, men åt nordväst är den bergig. Terrängen runt El Magueyal sluttar österut. Runt El Magueyal är det ganska glesbefolkat, med 36 invånare per kvadratkilometer. Närmaste större samhälle är Heroica Coscomatepec de Bravo, 19,9 km sydost om El Magueyal. I omgivningarna runt El Magueyal växer i huvudsak blandskog.